# Kanton Poitiers-6
Kanton Poitiers-6 is een voormalig kanton van het Franse departement Vienne. Kanton Poitiers-6 maakte deel uit van het arrondissement Poitiers. Het werd opgeheven bij decreet 26 februari 2014 met uitwerking op 22 maart 2015.

## Gemeenten
Het kanton Poitiers-6 omvatte de volgende gemeenten:
- Biard
- Poitiers (deels, hoofdplaats)